# خان رستم باشا (أدرنة)
خان رستم باشا هو خان تاريخي يعود إلى عصر 1561، ويقع في أدرنة.